# Willmutt
Willmutt foi um personagem fictício criado e interpretado por Cleiton Geovani Kurtz. Usa como referência traços da cultura germânica do sul, especialmente do universo rural.

## Origem
Willmutt surgiu quando Cleiton, a pedido de um amigo, passou um trote na operdora de celular Tim. O trote ficou dois anos no computador do amigo, e depois foi colocado no orkut, na comunidade "Trotes do Willmutt". Depois disso Cleiton passou mais dois trotes: um na operadora Vivo, e outro na telefônica Brasil Telecom. Em novembro de 2005, foi criado a primeira página de Willmutt na internet.

## O Willmutt
Willmutt Tas Tores Tos Praceres ou Willmutt Com Tois Te Chunto Atraiz, é um colono com 68 anos, descedente de alemães, que mora numa colônia na região da Linha Paxada, no município de Marechal Cândido Rondon. Sua família se compõem principalmente por sua esposa, a Mãe, seu filho Nene e seu pai/sogro Vovo; embora em seus trotes sejam apresentados outros personagens, como sua sogra, uma filha e também seu vizinho e o filho dele, o Peludo. Nos seus trotes, ele já afirmou ter vários estabelecimentos, como exemplo uma farmácia, uma padaria, diretor de uma escola e um dono de gravadora.

## Willmutt na TV e no Rádio
Willmutt apareceu em vários programas de TV, como o programa Dedé e o Comando Maluco, pela SBT, e participou de um programa de rádio na Rádio Comunitária Marechal FM, em Marechal Cândido Rondon, onde ele contava piadas e tocava músicas alemãs, sertanejas e gaúchas.

## Premiações e homenagens
O intérprete de Willmutt, Cleiton, foi premiado na categoria de Êxitos Culturais no programa "The Outstanding Young Persons" (TOYP) 2011, desenvolvido pela JCI Brasil. O personagem Wilmutt foi homenageado pelo clube Sport Club Internacional como "cônsul cultural do Internacional". A Homenagem aconteceu no dia 12 de junho de 2011 no Estádio Beira Rio, em Porto Alegre, antes do jogo Internacional e Palmeiras, válido pelo Campeonato Brasileiro de Futebol.

## Cleiton Geovani Kurtz
Cleiton Geovani Kurtz (Marechal Cândido Rondon, 17 de abril de 1976 - Aporé, 21 de agosto de 2015) foi um humorista brasileiro, mais conhecido como Willmutt .
O humorista faleceu em decorrência de um acidente automobilístico na GO-184, nas proximidades da cidade goiana de Aporé.